# Quatro Barras
Quatro Barras ist ein brasilianisches Munizip im Südosten des Bundesstaats Paraná. Es hat 24.191 Einwohner (2022), die sich Quatro-Barrenser nennen. Seine Fläche beträgt 180 km². Es liegt 936 Meter über dem Meeresspiegel.

## Etymologie
Der Name ist geografischen Ursprungs. Er kommt von den vier Nebenflüssen des Rio Curralinho mit ihrem Schwemmland (portugiesisch: barra), nämlich die Rios Canguiri, Timbu, Bracajuvava (heute Cercado) und Capitanduva.

## Geschichte

### Urbevölkerung
Schon bevor die ersten portugiesischen oder spanischen Siedler in das Gebiet von Quatro Barras kamen, lebten hier indigene Stämme, die den Sprachfamilien der Jê und der Tupi-Guarani angehörten. Dies wird durch zwei archäologische Fundstätten belegt, einer Keramikstätte der Itararé der Jê-Tradition und einer Keramikstätte der Tupi-Guarani-Tradition.

### Europäische Besiedlung
Die ersten Siedler kamen im Rahmen von Erkundungs- oder Kolonisierungsexpeditionen in die Region, deren Hauptattraktion die Entdeckung von Gold war. Die Verbindung zwischen den ersten Siedlungen auf der Hochebene und der Küstenebene erfolgte über Pfade, die die Serra do Mar durchquerten. Aus diesen Pfaden entstanden der Caminho do Itupava und die Estrada da Graciosa.
Der Itupava-Weg wurde in der ersten Hälfte des 17. Jahrhunderts eröffnet. Er blieb zwei Jahrhunderte lang bis zur endgültigen Eröffnung der Graciosa-Straße im Jahr 1873 die wichtigste Verbindung zwischen den Campos de Curitiba und der Küste. Die Graciosa-Straße geht möglicherweise auf einen alten Weg zurück, auf dem die auf der Hochebene lebenden Eingeborenen zur Küste hinuntergingen, um Muscheln zu sammeln, und während der Pinienkernsaison wieder hinaufkamen. Sie wurde erst 1873 endgültig eröffnet und damit zur ersten befestigten Straße in der Provinz Paraná.
Die Besiedlung des Gebiets von Quatro Barras ging von Bergleuten, Viehzüchtern und Herva-Mate-Sammlern aus, die sich auf Bauernhöfen und Siedlungen entlang des Caminho do Itupava und der Estrada da Graciosa niederließen. Neue Impulse erhielt die Besiedlung mit der Gründung der Colônia Maria José im Jahr 1887, einer Kolonie italienischer Einwanderer, die sich in der Nähe der Graciosa-Straße niederließen.

### Einwanderung
Neben den italienischen Einwanderern, die sich in Colônia Maria José, heute ein Distrikt des Munizips Quatro Barras, niederließen, kamen auch österreichische, polnische und deutsche Siedler nach Quatro Barras, ebenso wie Weiterwanderer aus anderen Kolonien, in denen sie sich zuvor niedergelassen hatten.
Die Ankunft von Einwanderern in der Gemeinde Quatro Barras beschränkte sich nicht auf diese Kolonisierungsphasen. Die Gemeinde nimmt auch weiterhin Einwanderer und Migranten aus den verschiedensten Regionen Paranás, Brasiliens und der Welt auf.

### Erhebung zum Munizip
Quatro Barras wurde durch das Staatsgesetz Nr. 4338 vom 25. Januar 1961 aus Campina Grande do Sul und Piraquara ausgegliedert und in den Rang eines Munizips erhoben. Es wurde am  9. November 1961 als Munizip installiert.

## Geografie

### Fläche und Lage
Quatro Barras liegt auf dem  Primeiro Planalto Paranaense (der Ersten oder Curitiba-Hochebene von Paraná). Seine Fläche beträgt 180 km². Es liegt auf einer Höhe von 936 Metern.

### Vegetation
Das Biom von Quatro Barras ist Mata Atlântica.

### Klima
Das Klima ist gemäßigt warm. Es werden hohe Niederschlagsmengen verzeichnet (2140 mm pro Jahr). Im Jahresdurchschnitt liegt die Temperatur bei 17,4 °C. Die Klimaklassifikation nach Köppen und Geiger lautet Cfa.

### Gewässer
Quatro Barras liegt in den Einzugsgebieten von Rio Iguaçu, Rio Ribeira und Südatlantik. Der Rio Timbu entspringt im Westen des Munizips in der Nähe der Kernstadt und mündet in den rechten Iguaçu-Nebenfluss Rio Iraí, der zu einem Trinkwasserreservoir für die Millionenstadt Curitiba aufgestaut ist. Auf der Westgrenze fließen der Rio Canguiri, auf der Südgrenze der Rio Curralinho ebenfalls zum Irai. Der Rio Mirim fließt im Osten des Munizips in Richtung Rio do Cerne, der in den Rio Capivari mündet. Im Südosten des Munizipgebiets fließt der Rio Ipiranga entlang der Eisenbahnlinie in Richtung Rio Nhundiaquara, der in die Bucht von Paranaguá mündet.

### Straßen
Quatro Barras liegt an der BR-116 zwischen Curitiba und São Paulo. Von ihr zweigt im Nordosten des Munizips die PR-410 (Estrada da Graciosa) in die Küstenebene ab. Die PR-506 stellt die direkte Verbindung nach Campina Grande do Sul im Norden und nach Piraquara im Süden her.

### Nachbarmunizipien
| Colombo | Campina Grande do Sul                       |          |
|         | Kompassrose, die auf Nachbargemeinden zeigt | Morretes |
| Pinhais | Piraquara                                   |          |

## Stadtverwaltung
Bürgermeister: Loreno Bernardo Tolardo, PSD (2021–2024)
Vizebürgermeister: Jarbas Mocelin, PSD (2021–2024)

## Demografie

### Bevölkerungsentwicklung
| Jahr | Einwohner | Stadt | Land |
| ---- | --------- | ----- | ---- |
| 1970 | 4.066     | 27 %  | 73 % |
| 1980 | 5.717     | 61 %  | 39 % |
| 1991 | 10.007    | 81 %  | 19 % |
| 2000 | 16.161    | 90 %  | 10 % |
| 2010 | 19.851    | 90 %  | 10 % |
| 2022 | 24.191    |       |      |

Quelle: IBGE (2011) und Volkszählung 2022

### Ethnische Zusammensetzung
| Gruppe * | 1991    | 2000    | 2010    | wer sich als …                                                                   |
| --- | ------- | ------- | ------- | -------------------------------------------------------------------------------- |
| Weiße | 67,0 %  | 76,4 %  | 74,6 %  | weiß bezeichnet                                                                  |
| Schwarze | 1,3 %   | 1,6 %   | 2,4 %   | schwarz bezeichnet                                                               |
| Gelbe | 0,6 %   | 0,1 %   | 0,4 %   | von fernöstlicher Herkunft wie japanisch, chinesisch, koreanisch etc. bezeichnet |
| Braune | 31,1 %  | 21,5 %  | 22,4 %  | braun oder als Mischung aus mehreren Gruppen bezeichnet                          |
| Indigene | 0,0 %   | 0,3 %   | 0,2 %   | Ureinwohner oder Indio bezeichnet                                                |
| ohne Angabe | 0,0 %   | 0,1 %   | 0,0 %   |                                                                                  |
| Gesamt | 100,0 % | 100,0 % | 100,0 % |                                                                                  |
| *) Anmerkung: Das IBGE verwendet für Volkszählungen ausschließlich diese fünf Gruppen. Es verzichtet bewusst auf Erläuterungen. Die Zugehörigkeit wird vom Einwohner selbst festgelegt. |         |         |         |                                                                                  |

Quelle: IBGE (Stand: 1991, 2000 und 2010)

## Naturpark
Quatro Barras teilt sich den 30 km2 großen Parque Estadual Serra da Baitaca mit Piraquara. Hier erheben sich eine Reihe von Gipfeln der Serra do Mar. Der höchste ist mit 1430 m der Morro do Anhangava. Der Pão de Loth erreicht 1285 m.

## Wirtschaft

### Kennzahlen
Mit einem Bruttoinlandsprodukt pro Einwohner von 66.966,03 R$ (rund 14.900 €) lag Quatro Barras 2019 an 13. Stelle der 399 Munizipien Paranás.
Sein hoher Index der menschlichen Entwicklung von 0,742 (2010) setzte es auf den 52. Platz der paranaischen Munizipien.